# شیخ احمد گلشهری
شیخ احمد گلشهری (درگذشته بعد از ۱۳۱۷ م) از شاعران عثمانی اوایل قرن چهارده و پدیدآوردندهٔ مثنوی‌های گوناگون است که به‌ویژه با منطق‌الطیرش شناخته می‌شود. او در قرشهر زندگی می‌کرده‌است.
وی مطالعات زیادی داشته و حتی در منطق الطیرش کتاب مشهور فقه قدوری را به شکل منظوم به زبان ترکی ترجمه کرده‌است. او که به شعرای مثنوی‌سرای پیش از خود تفوّق دارد در «منطق الطیر» که به همین نام است به اندازه گسترده‌ای استفاده کرده‌است. می‌توان گفت «منطق الطیرش» عطّار را با بعضی تغییرات به شکل منظوم ترجمه کرده‌است. گلشهری بعضی از حکایات عطار را در کتاب خود نیاورده در عوض از اثر دیگر او «اسرارنامه» استفاده برده‌است. گذشته از اینها از مثنوی مولانا جلال الدین و «قابوسنامهٔ کیکاوس» و آثار دیگر حکایات اقتباس شده و بطور پسندیده تحقیقاتی هم بعمل آورده‌است.
گلشهری که منسوب به تشکیلات اخوت (در ترکی اخلیک) است مثنوی کوچک ۱۶۷ بیتی دیگری بنام «کرامات اخی آورده» جلب توجه می‌کند منطق الطیر از طرف انجمن زبان ترک به شکل منطق قوی (اوست) در سال هزار و نهصد و پنجاه و هفت میلادی چاپ شده‌است. کرامات اخی آورده نیز با ترجمهٔ آلمانی‌اش از طرف یروف تشنه انتشار یافته‌است.
گلشهری فلک‌نامه را در سال ۱۳۰۲–۱۳۰۱/۷۰۲ بنام حکمدار غازان خان نوشته‌است.